# Opius cannonbeachensis
Opius cannonbeachensis är en stekelart som beskrevs av Fischer 1970. Opius cannonbeachensis ingår i släktet Opius och familjen bracksteklar. Inga underarter finns listade i Catalogue of Life.